# ارنولیت (بازیکن فوتبال، زاده ۱۹۸۲)
ارنولیت (انگلیسی: Erivelto؛ زادهٔ ۷ آوریل ۱۹۸۲) بازیکن فوتبال اهل برزیل است.
از باشگاه‌هایی که در آن بازی کرده‌است می‌توان به باشگاه فوتبال فلامینگو و باشگاه فوتبال قبله اشاره کرد.